# پراوش رانا
پراوش رانا (انگلیسی: Pravesh Rana؛ زادهٔ ۲۶ فوریهٔ ۱۹۸۴) یک مانکن (فرد)، و هنرپیشه اهل هند است.
او در فیلم استاد، همسر و گنگستر بازمی‌گردند بازی کرده است.